# Глава администрации Агинского Бурятского автономного округа
Глава администрации Агинского Бурятского автономного округа — высшее должностное лицо ныне несуществующего субъекта России Агинского Бурятского автономного округа.
Последним главой администрации был Баир Жамсуев, 1 марта 2008 году Агинский Бурятский автономный округ и Читинская область объединились в новый субъект России — Забайкальский край.

## История
Должность главы администрации округа была утверждена 26 декабря 1991 года, в этот день Президент России Борис Ельцин своим указом назначил на этот пост Гуродарму Цэдашиева, 13 января 1996 года он был освобождён от данной должности, на его место был назначен Болот Аюшиев. Стоит заметить, что вместе с этой отставкой должности потеряли главы ещё нескольких регионов, по данным Коммерсантъ, было следствием недостаточной лояльности губернаторов по отношению к президенту. Первые выборы главы округа прошли 27 октября 1996 года, на них действующий глава набрал 46,71% голосов, а кандидат от политического движения «За единство и развитие» Юрий Дондоков — 46,16% голосов. Выборы были признаны несостоявшимися, так как никто из кандидатов не набрал более 50% голосов. В феврале 1997 года Болот Аюшиев был освобожден от должности главы администрации за две недели до повторных выборов. 23 февраля 1997 года в повторных выборах высшего должностного лица участвовали 5 кандидатов. Победу одержал депутат Государственной Думы России Баир Жамсуев, набравший 44,56%, явка избирателей составила 54,83 процента. 29 октября 2000 года на очередных выборах главы администрации округа победу одержал Баир Жамсуев, набравший 89,34% голосов. В 2004 году был изменён порядок избрания губернаторов регионов, 15 сентября Агинская Бурятская окружная Дума утвердила главой округа действующего главу по представлению Президента России. Полномочия главы региона были прекращены после объединения Агинского Бурятского автономного округа с Читинской областью.

## Список глав администрации
| Место | Место | Фото | Имя                | Партия        | Срок полномочий                  |
| ----- | ----- | ---- | ------------------ | ------------- | -------------------------------- |
|       | 1.    |      | Гуродарма Цэдашиев | ?             | 26 декабря 1991 — 13 января 1996 |
|       | 2.    |      | Болот Аюшиев       | ?             | 13 января 1996 — февраль 1997    |
|       | 3.    |      | Баир Жамсуев       | Единая Россия | 5 марта 1997 — 1 марта 2008      |